# Гонсалес, Эдриан
Эдриан Сэвин Гонсалес (англ. Adrian Savin Gonzalez, 8 мая 1982, Сан-Диего) — американский профессиональный бейсболист мексиканского происхождения. Игрок первой базы. 
Гонсалес был выбран на драфте МЛБ 2000 года клубом «Флорида Марлинс», а позже обменян в «Техас Рейнджерс». В 2006 году он перешёл в «Сан-Диего Падрес», в составе которой четыре раза выбирался для участия в матче всех звёзд МЛБ и дважды получал награду Золотая ловушка. После окончания сезона 2010 года, за год, до завершения контракта с «Падрес», его обменяли в «Бостон Ред Сокс». В августе 2012 года перешёл в «Доджерс».
Несмотря на то, что Гонсалес родился в США, он выступал за сборную Мексики на Мировых бейсбольных классиках 2006, 2009 и 2013 годов.